# Jevgenij Bersin
Jevgenij Bersin (russisk: Евгений Валентинович Берsин, tr. Jevgenij Valentinovitj Bersin; født 6. juni 1970 i Vyborg, Sovjetunionen) er en tidligere russisk cykelrytter, der i 1994 vandt både Giro d'Italia og Liège-Bastogne-Liège. Bersin kørte for Gewiss-Ballan holdet i 1994 til 1996. I 1994 og 1995 sammen med Bjarne Riis.
Han fik startforbud i Giro d'Italia i 2000 pga. for høje blodværdier